# Fenspirid
A fenspirid bizonyos légúti betegségek elleni gyógyszer. Kémiai szerkezete szerint spirogyűrűs vegyület.

## Készítmények[1]
- Decaspir
- Espiran
- Eurespal
- Fenspin
- Fenspir
- Fluiden
- Pneumorel
- Respiride

## Fordítás
Ez a szócikk részben vagy egészben  a   Fenspiride című angol Wikipédia-szócikk fordításán alapul.  Az eredeti cikk szerkesztőit annak laptörténete sorolja fel. Ez a jelzés csupán a megfogalmazás eredetét és a szerzői jogokat jelzi, nem szolgál a cikkben szereplő információk forrásmegjelöléseként.